# Euroleague Basketball 2015-2016 - Play-off
La fase dei play-off della Euroleague Basketball 2015-2016 si disputa dal 2 al 26 aprile 2016.
Le serie si giocano al meglio delle 5 partite, secondo il formato 2-2-1: ovvero gara 1, 2 e l'eventuale gara 5 si giocano in casa delle teste di serie (prime e seconde classificate della Top 16). La squadra che si aggiudica tre gare si qualifica per la Final Four.

## Risultati
| Squadra 1        | Totale | Squadra 2     | Gara 1 | Gara 2 | Gara 3 | Gara 4 | Gara 5 |
| ---------------- | ------ | ------------- | ------ | ------ | ------ | ------ | ------ |
| Fenerbahçe       | 3-0    | Real Madrid   | 75-69  | 100-78 | 75-63  |        |        |
| Saski Baskonia   | 3-0    | Panathīnaïkos | 84-68  | 82-78  | 84-75  |        |        |
| CSKA Mosca       | 3-0    | Stella Rossa  | 84-74  | 77-76  | 78-71  |        |        |
| Lokomotiv Kuban' | 3-2    | Barcellona    | 66-61  | 66-92  | 70-82  | 92-80  | 81-67  |

### Fenerbahçe - Real Madrid
| Arbitri: | Damir Javor Milivoje Jovčić Oļegs Latiševs |

|                                  |            |                                |
| Bogdanović 17 Sloukas 17 Udoh 10 | Punti      | 13 Reyes 12 Rodriguez 12 Llull |
| Bogdanović 5                     | Assist     | 5 Llull                        |
| Kalinić, Udoh 7                  | Rimbalzi   | 8 Ayón                         |
| Željko Obradović                 | Allenatori | Pablo Laso                     |

| Arbitri: | Chrīstos Christodoulou Eddie Viator Matej Boltauzer |

|                                  |            |                                   |
| Udoh 18 Kalinić 17 Bogdanović 16 | Punti      | 15 Rodriguez 10 Dončić 8 Taylor 8 |
| Sloukas 6                        | Assist     | 3 Fernández                       |
| Antić 8                          | Rimbalzi   | 6 Dončić                          |
| Željko Obradović                 | Allenatori | Pablo Laso                        |

| Arbitri: | Borys Ryžyk Robert Lottermoser Spiros Nkontas |

|                              |            |                                |
| Rodriguez 15 Ayón 14 Llull 8 | Punti      | 17 Bogdanović 15 Udoh 14 Dixon |
| Rodriguez 4                  | Assist     | 5 Sloukas                      |
| Ayón 14                      | Rimbalzi   | 12 Udoh                        |
| Pablo Laso                   | Allenatori | Željko Obradović               |

### Saski Baskonia - Panathinaikos
| Arbitri: | Sreten Radović Borys Ryžyk Piotr Pastusiak |

|                                 |            |                                                 |
| Adams 20 Mpourousīs 15 James 11 | Punti      | 21 Raduljica 11 Haynes 7 Gist, Williams, Hunter |
| James 6                         | Assist     | 11 Calathes                                     |
| Tillie 11                       | Rimbalzi   | 6 Raduljica                                     |
| Velimir Perasović               | Allenatori | Aleksandar Đorđević                             |

| Arbitri: | Saša Pukl Milivoje Jovčić Tolga Sahin |

|                                   |            |                                      |
| Adams 24 Bertāns 15 Mpourousīs 14 | Punti      | 17 Diamantidīs 12 Williams 11 Kuzmić |
| Bertāns, James 3                  | Assist     | 6 Diamantidīs                        |
| James, Mpourousīs 9               | Rimbalzi   | 10 Gist                              |
| Velimir Perasović                 | Allenatori | Aleksandar Đorđević                  |

| Arbitri: | Luigi Lamonica Ilija Belošević Oļegs Latiševs |

|                                  |            |                              |
| Raduljica 13 Gist 11 Williams 11 | Punti      | 24 Adams 20 James 13 Bertāns |
| Diamantidīs 7                    | Assist     | 6 Mpourousīs                 |
| Radulica 8                       | Rimbalzi   | 6 James                      |
| Aleksandar Đorđević              | Allenatori | Velimir Perasović            |

### CSKA Mosca - Stella Rossa
| Arbitri: | Dani Hierrezuelo Saša Pukl Amit Bakal |

|                                  |            |                              |
| Teodosić 23 Hines 21 Kurbanov 13 | Punti      | 14 Jović 14 Miller 11 Kinsey |
| de Colo 10                       | Assist     | 4 Jović                      |
| Voroncevič 7                     | Rimbalzi   | 6 Zirbes                     |
| Dīmītrīs Itoudīs                 | Allenatori | Dejan Radonjić               |

| Arbitri: | Juan Carlos García González Īlia Koromīlas Sašo Petek |

|                                |            |                                  |
| Hines 19 de Colo 13 Higgins 13 | Punti      | 15 Jović 14 Kinsey 14 Simonović  |
| de Colo, Jackson 3             | Assist     | 7 Jović                          |
| de Colo, Hines, Jackson 4      | Rimbalzi   | 5 Kinsey, Miller, Štimac, Zirbes |
| Dīmītrīs Itoudīs               | Allenatori | Dejan Radonjić                   |

| Arbitri: | Miguel Pérez Pérez Carmelo Paternicò Petri Mäntylä |

|                                 |            |                                    |
| Miller 15 Štimac 12 Dangubić 11 | Punti      | 20 de Colo 12 Teodosić 12 Kurbanov |
| Jović 6                         | Assist     | 7 Teodosić                         |
| Jović 6                         | Rimbalzi   | 9 Higgins                          |
| Dejan Radonjić                  | Allenatori | Dīmītrīs Itoudīs                   |

### Lokomotiv Kuban - Barcellona
| Arbitri: | Luigi Lamonica Ilija Belošević Robert Lottermoser |

|                                    |            |                                 |
| Randolph 17 Delaney 11 Singleton 9 | Punti      | 13 Doellman 13 Ribas 10 Abrines |
| Delaney 7                          | Assist     | 8 Satoranský                    |
| Randolph 10                        | Rimbalzi   | 6 Arroyo                        |
| Giōrgos Mpartzōkas                 | Allenatori | Xavi Pascual                    |

| Arbitri: | Fernando Rocha Carmelo Paternicò Oļegs Latiševs |

|                                 |            |                                         |
| Delaney 19 Randolph 17 Bykov 12 | Punti      | 18 Navarro 13 Satoranský 13 Perperoglou |
| Claver 5                        | Assist     | 10 Satoranský                           |
| Randolph 6                      | Rimbalzi   | 10 Tomić                                |
| Giōrgos Mpartzōkas              | Allenatori | Xavi Pascual                            |

| Arbitri: | Chrīstos Christodoulou Damir Javor Eddie Viator |

|                                      |            |                                     |
| Abrines 25 Satoranský 13 Doellman 12 | Punti      | 16 Randolph 15 Delaney 13 Singleton |
| Ribas, Satoranský 4                  | Assist     | 2 Broekhoff, Claver                 |
| Doellman 7                           | Rimbalzi   | 6 Randolph, Singleton               |
| Xavi Pascual                         | Allenatori | Giōrgos Mpartzōkas                  |

| Arbitri: | Sreten Radović Borys Ryžyk Milivoje Jovčić |

|                                    |            |                                  |
| Navarro 19 Tomić 18 Perperoglou 13 | Punti      | 28 Randolph 17 Claver 15 Delaney |
| Navarro 4                          | Assist     | 7 Delaney                        |
| Tomić 6                            | Rimbalzi   | 10 Claver                        |
| Xavi Pascual                       | Allenatori | Giōrgos Mpartzōkas               |

| Arbitri: | Luigi Lamonica Robert Lottermoser Oļegs Latiševs |

|                                      |            |                                     |
| Delaney 17 Singleton 16 Broekhoff 14 | Punti      | 13 Perperoglou 12 Navarro 9 Abrines |
| Delaney 6                            | Assist     | 7 Satoranský                        |
| Singleton 12                         | Rimbalzi   | 8 Tomić                             |
| Giōrgos Mpartzōkas                   | Allenatori | Xavi Pascual                        |